# Vintgarkloof
De Vintgarkloof is een kloof gelegen ten noorden van Bled bij Gorje in de regio Gorenjska in Slovenië.
De rivier Radovna stroomt over een lengte van 1,6 km tussen de steile hellingen van de Hom en de Bort en heeft een kloof uitgesleten. De Vintgarkloof is sinds 26 augustus 1893 toegankelijk.
Langs de kloof is een houten voetpad langs de rotswand. Er is ook de waterval, Šum geheten (Slap Šum).

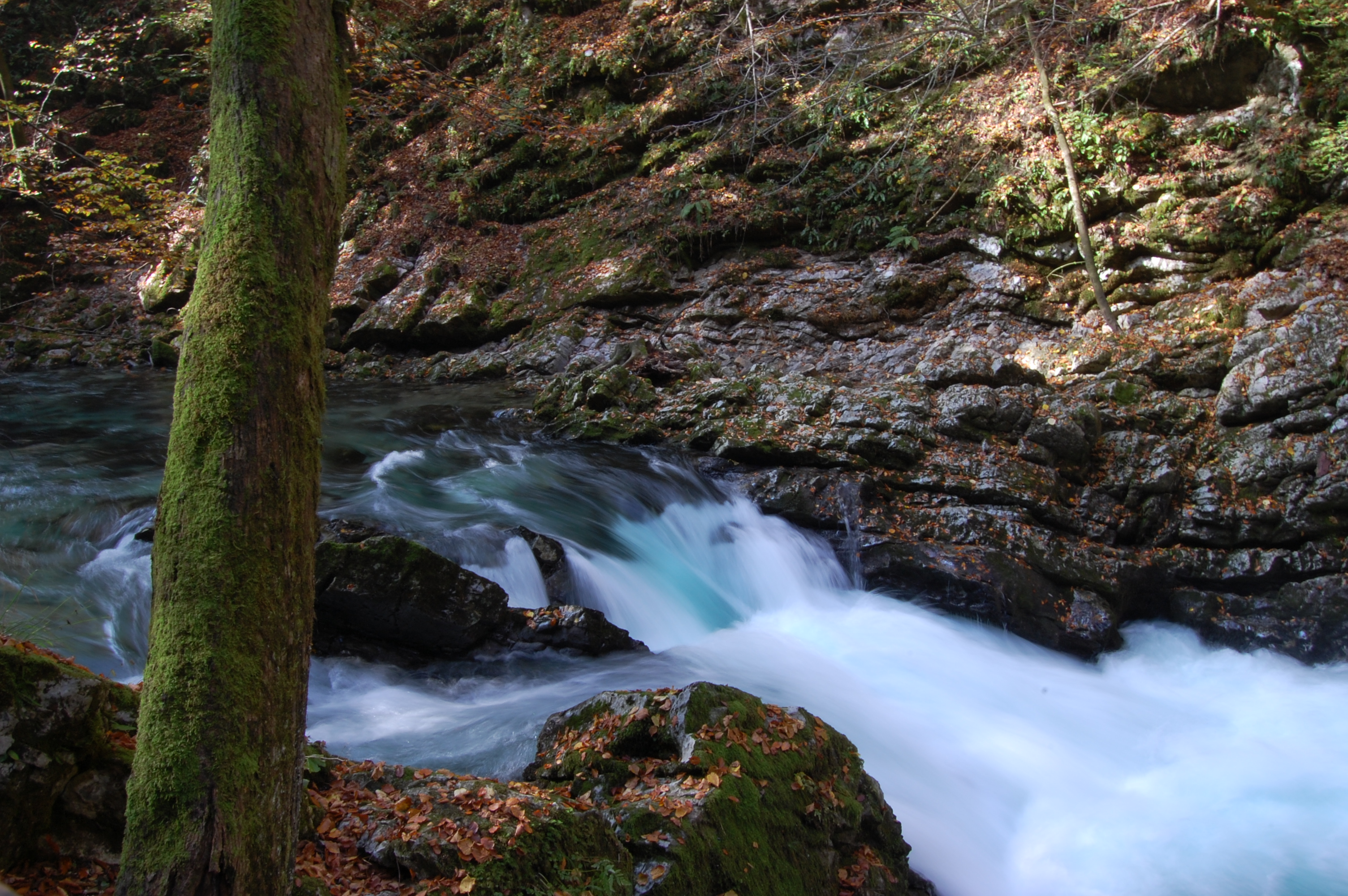
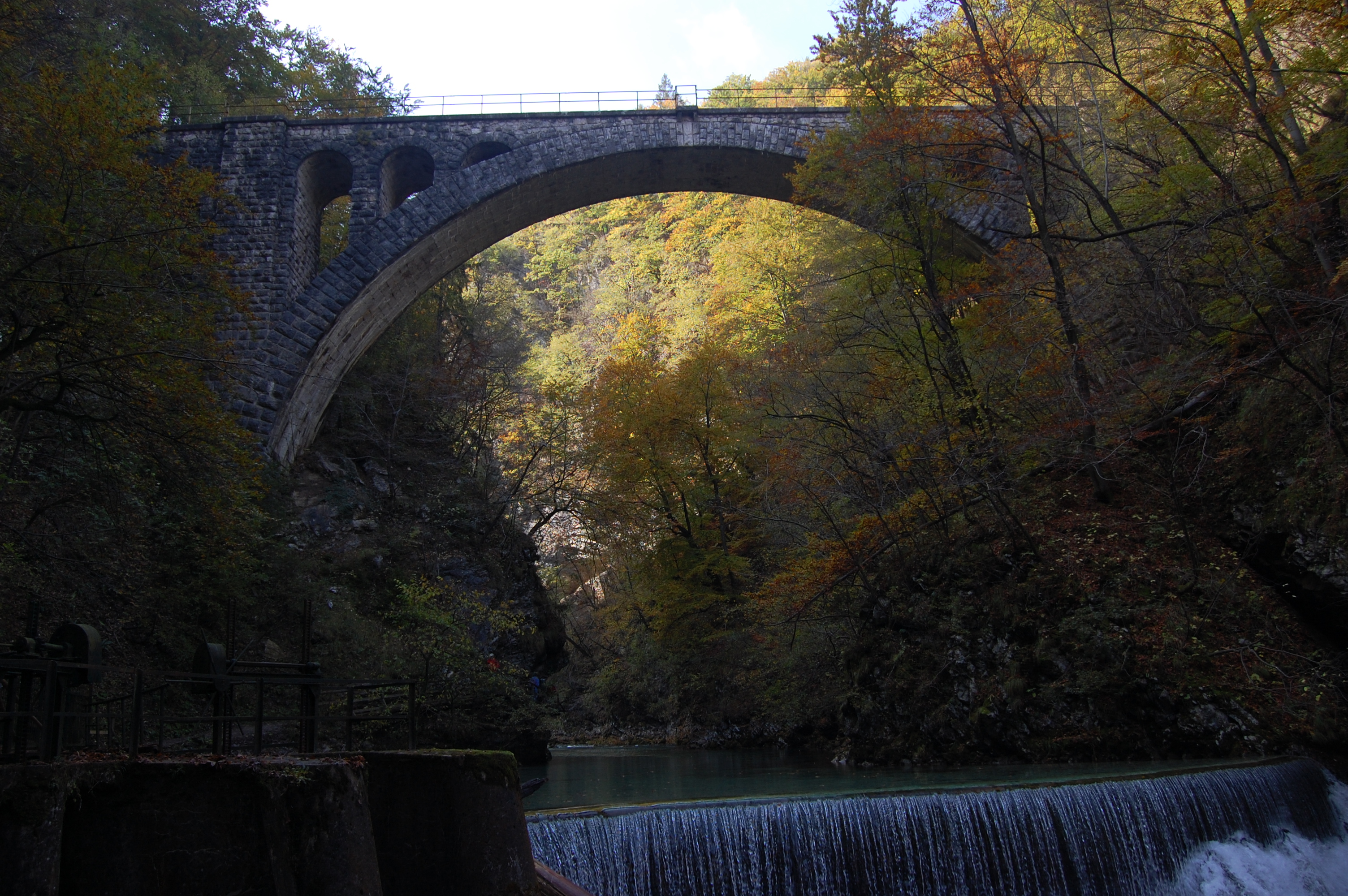
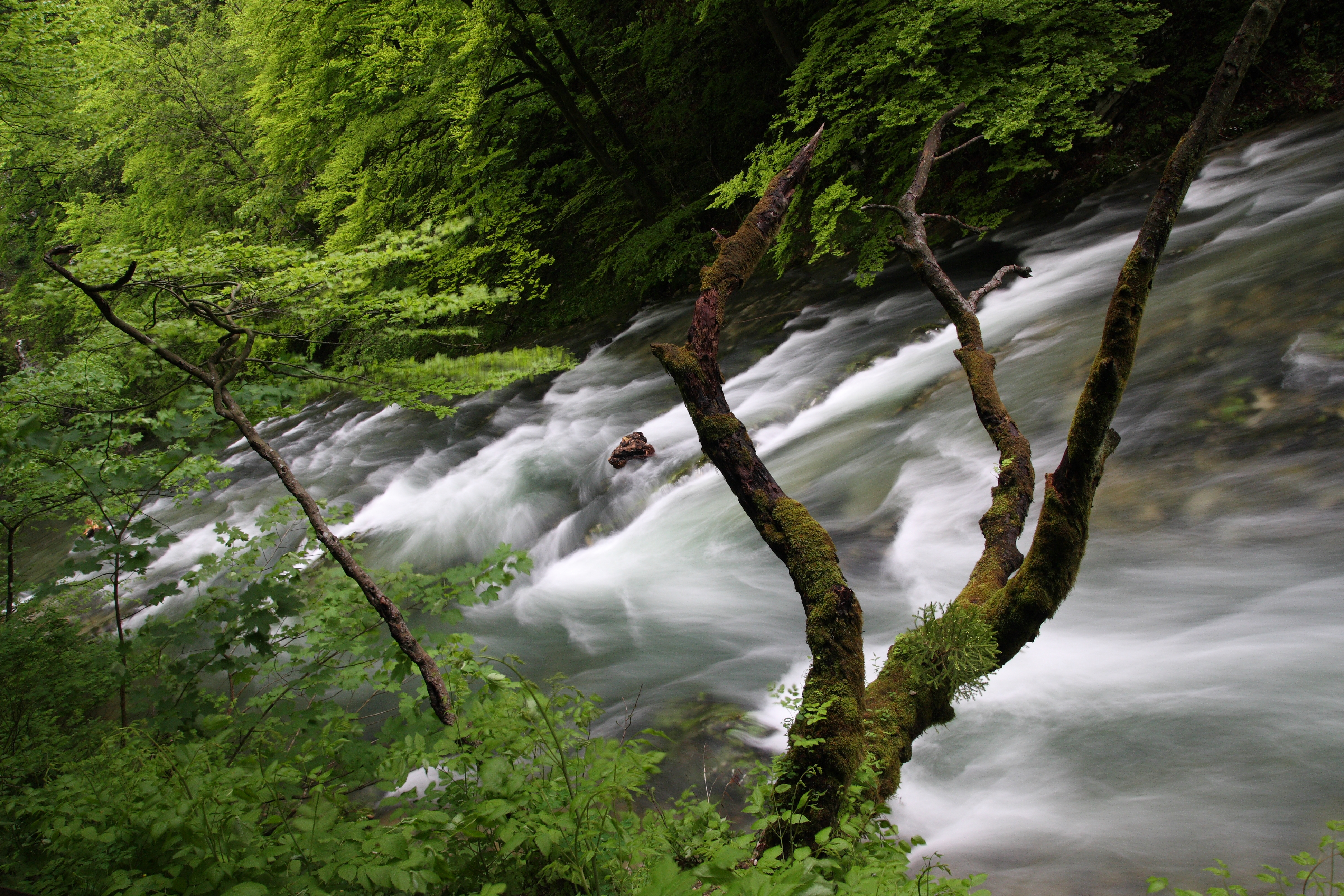
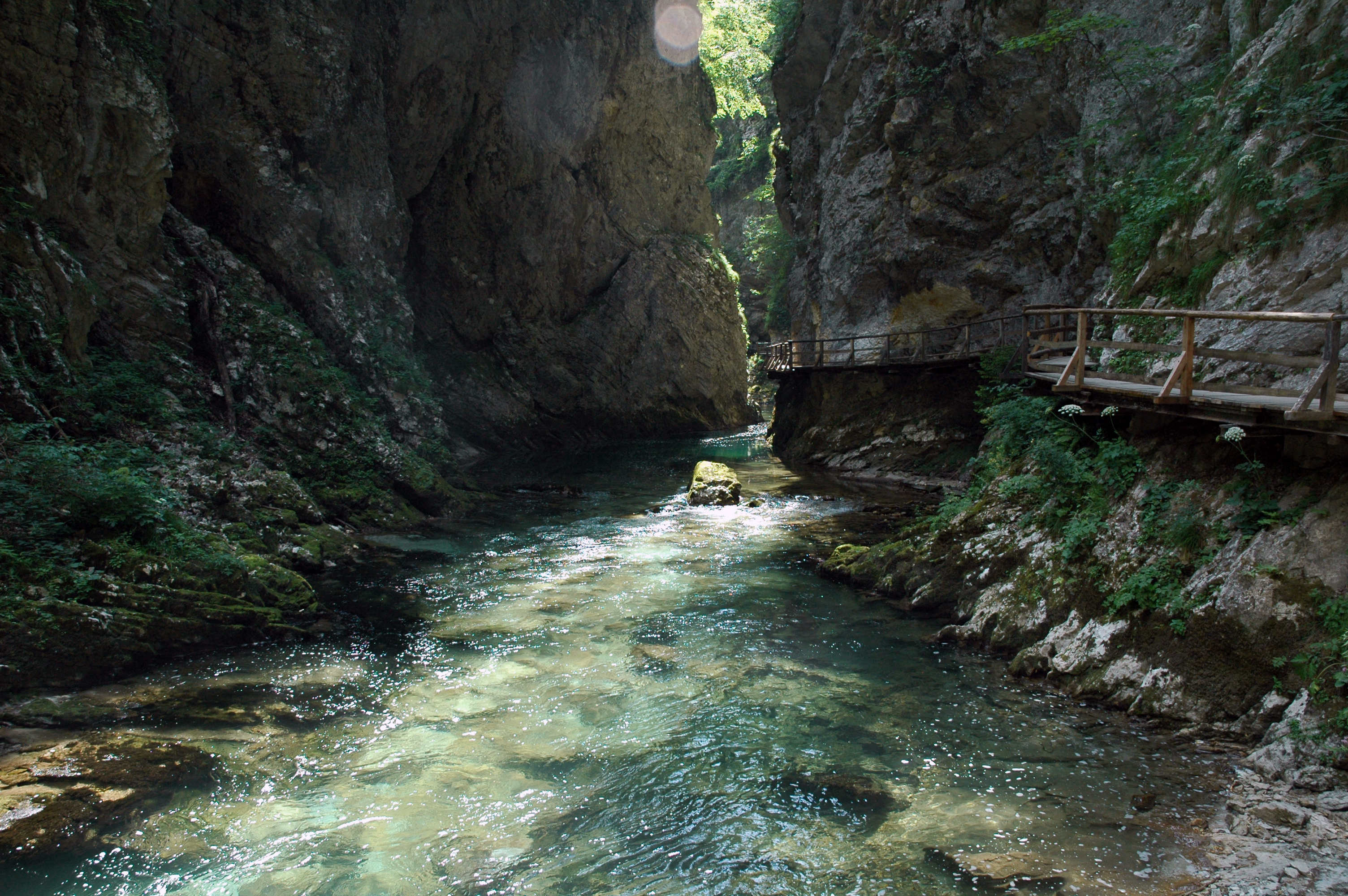
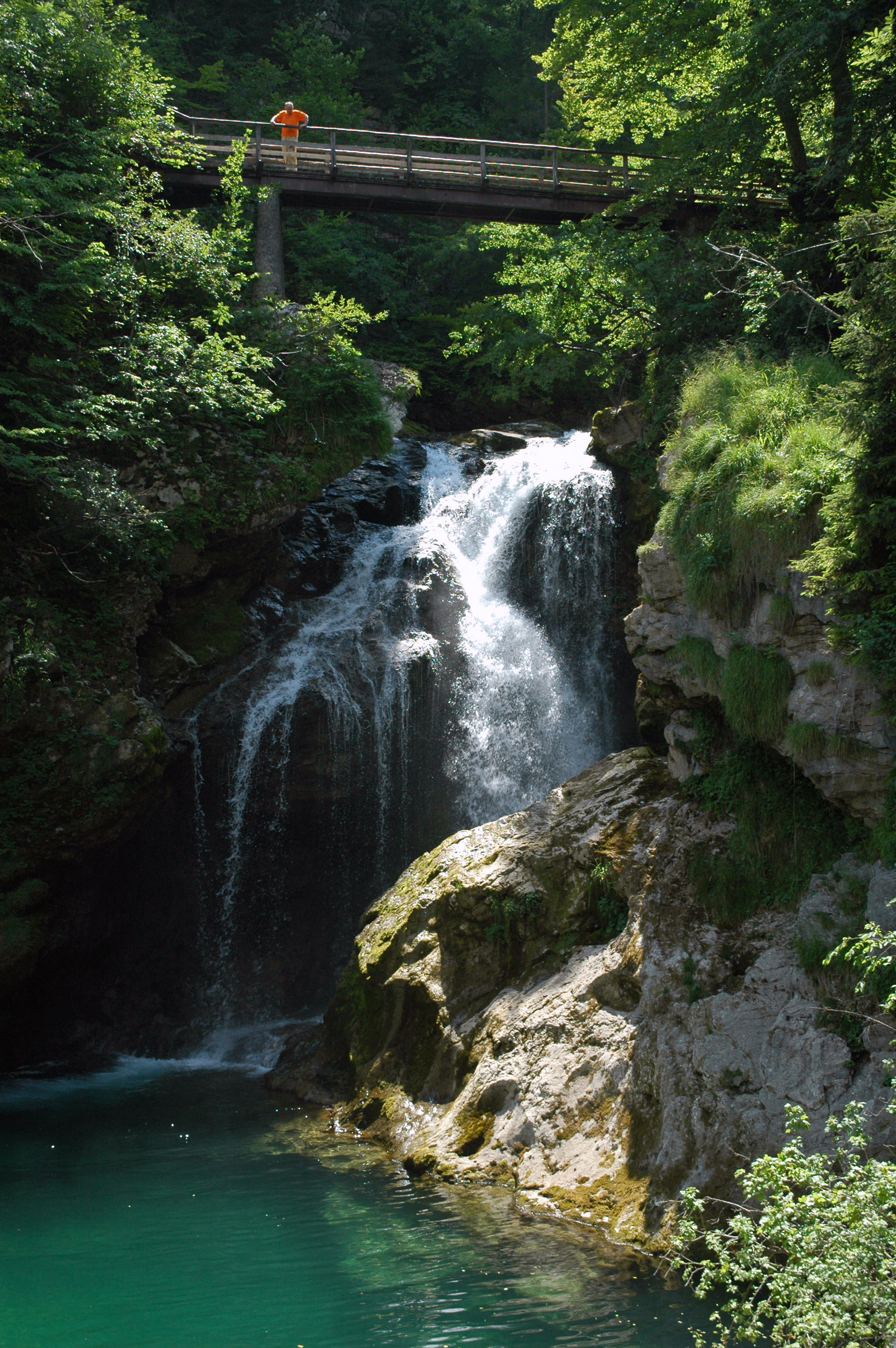
Šum-waterval